# Nicholas Hough
Nicholas Hough (* 20. Oktober 1993 in Sydney) ist ein australischer Hürdenläufer, der sich auf den 110-Meter-Hürdenlauf spezialisiert hat.

## Sportliche Laufbahn
Erste internationale Erfahrungen sammelte Nicholas Hough bei den Jugendozeanienmeisterschaften 2010 in Sydney, bei denen er die Goldmedaille über 100 und 200 Meter sowie über 110 Meter Hürden und mit der australischen 4-mal-100-Meter-Staffel gewann. Anschließend gewann er bei den erstmals ausgetragenen Olympischen Jugendspielen in Singapur die Goldmedaille im Hürdenlauf sowie eine Bronzemedaille in einer gemischten Staffel. Zwei Jahre später gewann er bei den Juniorenweltmeisterschaften in Barcelona in 13,27 s die Silbermedaille hinter dem Kubaner Yordan O’Farrill und belegte den fünften Platz mit der Staffel. 2013 nahm er über 100 und 200 Meter an der Sommer-Universiade in Kasan teil und erreichte in beiden Bewerben das Halbfinale.
2014 nahm er zum ersten Mal an den Commonwealth Games im schottischen Glasgow teil und belegte dort in 13,57 s den vierten Platz im Finale. Zudem wurde er mit der australischen Stafette im Vorlauf disqualifiziert. 2015 schied er bei der Sommer-Universiade in Gwangju über die Hürden in der ersten Runde aus und verhalf der australischen Staffel zu einem Platz im Finale, bei dem er selbst aber nicht mehr zum Einsatz kam. Er qualifizierte sich auch für die Weltmeisterschaften in Peking, bei denen er mit 13,69 s im Vorlauf ausschied. Zwei Jahre später qualifizierte er sich erneut für die Weltmeisterschaften in London, bei denen er mit 13,61 s wieder in der ersten Runde ausschied. Zwei Wochen später belegte er im Finale der Studentenweltspiele in Taipeh den sechsten Platz.
2018 nahm Hough erstmals an den Hallenweltmeisterschaften in Birmingham teil und erreichte dort das Halbfinale über 60 Meter Hürden. Im April gewann er bei den Commonwealth Games im australischen Gold Coast in 13,38 s die Bronzemedaille hinter den Jamaikanern Ronald Levy und Hansle Parchment. Bei den IAAF World Relays 2019 in Yokohama wurde er in der 4-mal-100-Meter-Staffel disqualifiziert und anschließend siegte er in 13,77 s im Hürdensprint bei den Ozeanienmeisterschaften in Townsville. Daraufhin erreichte er bei den Weltmeisterschaften in Doha das Halbfinale und schied dort mit 13,61 s aus. 2020 siegte er in 13,46 s beim Sir Graeme Douglas International und im Jahr darauf siegte er mit 13,63 s beim Canberra Track Classic sowie kurz darauf in 13,61 s beim Sydney Track Classic und mit 13,51 s beim Queensland Track Classic. Anfang August nahm er an den Olympischen Spielen in Tokio teil und schied dort mit 13,88 s im Semifinale aus.
2022 siegte er in 13,75 s beim Sydney Track Classic sowie in 13,50 s beim Michitaka Kinami Memorial Athletics Meet. Im Juni gewann er bei den Ozeanienmeisterschaften in Mackay in 13,43 s die Goldmedaille und schied anschließend bei den Weltmeisterschaften in Eugene mit 13,42 s im Halbfinale aus. Daraufhin gelangte er bei den Commonwealth Games in Birmingham mit 13,83 s auf Rang sieben.
In den Jahren 2014 und 2015 sowie von 2017 bis 2019 sowie 2021 und 2022 wurde Hough australischer Meister im 110-Meter-Hürdenlauf. Er ist Student an der Universität Sydney.

## Persönliche Bestzeiten
- 100 Meter: 10,39 s (+1,6 m/s), 6. April 2013 in Melbourne
- 200 Meter: 20,66 s (+1,5 m/s), 14. April 2013 in Sydney
- 110 m Hürden: 13,38 s (−0,3 m/s), 10. April 2018 in Gold Coast
  - 60 m Hürden (Halle): 7,76 s, 3. März 2018 in Birmingham